# Великокарашинська сільська рада
| Великокарашинська сільська рада — орган місцевого самоврядування у Макарівському районі Київської області з адміністративним центром у с. Великий Карашин. Сільській раді підпорядковані населені пункти: - с. Великий Карашин - с. Малий Карашин |

## Склад ради
Рада складається з 12 депутатів та голови.

### Керівний склад ради
| ПІБ                      | Основні відомості                                                                  | Дата обрання | Дата звільнення |
| ------------------------ | ---------------------------------------------------------------------------------- | ------------ | --------------- |
| Волошин Петро Степанович | Сільський голова, 1954 року народження, освіта, член Соціалістичної партії України | 26.03.2006   | 31.10.2010      |
| Лазнюк Михайло Павлович  | Сільський голова, 1966 року народження, освіта вища, член Партії регіонів          | 31.10.2010   |                 |
| Волошин Петро Степанович | Сільський голова, 1954 року народження, освіта, член Соціалістичної партії України | 25.10.2015   |                 |

Примітка: таблиця складена за даними джерела